# Osówka (gromada w powiecie lipnowskim)
Osówka – dawna gromada, czyli najmniejsza jednostka podziału terytorialnego Polskiej Rzeczypospolitej Ludowej w latach 1954–1972.
Gromady, z gromadzkimi radami narodowymi (GRN) jako organami władzy najniższego stopnia na wsi, funkcjonowały od reformy reorganizującej administrację wiejską przeprowadzonej jesienią 1954 do momentu ich zniesienia z dniem 1 stycznia 1973, tym samym wypierając organizację gminną w latach 1954–1972.
Gromadę Osówka z siedzibą GRN w Osówce utworzono – jako jedną z 8759 gromad na obszarze Polski – w powiecie lipnowskim w woj. bydgoskim, na mocy uchwały nr 24/8 WRN w Bydgoszczy z dnia 5 października 1954. W skład jednostki weszły obszary dotychczasowych gromad Osówka, Steklin i Witowąż (bez kolonii Stajenczyny) ze zniesionej gminy Osówka w tymże powiecie. Dla gromady ustalono 22 członków gromadzkiej rady narodowej.
31 grudnia 1959 do gromady Osówka włączono obszar zniesionej gromady Pokrzywno w tymże powiecie.
1 stycznia 1961 do gromady Osówka włączono (a) część oddziałów leśnych nr nr 151, 153, 154, 171 i 172 o ogólnej powierzchni 38,22 ha z gromady Bobrowniki, a także (b) oddziały leśne nr nr 144, 145, 164, 165, 166 i część oddziałów leśnych nr nr 125, 126, 146, 167, 168, 169, 170, 171 oraz część oddziału 151 o ogólnej powierzchni 266,18 ha z gromady Jankowo – w tymże powiecie.
1 stycznia 1972 gromadę Osówka połączono z gromadami Mazowsze i Czernikowo, tworząc z ich obszarów  gromadę Czernikowo z siedzibą Gromadzkiej Rady Narodowej w Czernikowie w tymże powiecie (de facto gromadę Osówka zniesiono włączając jej obszar do gromady Czernikowo).